# Muralha andalusina de Rabat
A muralha andalusina de Rabat (em árabe: السور الأندلسي) é a muralha que delimita a parte sul da almedina de Rabat, Marrocos.
A muralha foi construída no começo do século XVII e delimitava a parte onde os refugiados mouriscos andalusinos se instalaram, a sul da cidade planejada almóada, praticamente desabitada e principalmente ocupada por campos.
A muralha tem mais de 1,4 km de extensão, e sua altura varia entre 4,9 e 5,5 metros para uma espessura média de 1,65 m. Ocupa uma área de 840 hectares.